# Societas Liturgica
Die Societas Liturgica ist eine internationale ökumenische Gesellschaft für Liturgiewissenschaft. Die Societas Liturgica hat rund 400 Mitglieder.

## Geschichte
Wiebe Vos, ein Pastor der Niederländisch-reformierten Kirche, gründete 1962 die liturgiewissenschaftliche Zeitschrift Studia Liturgica. 1965 lud er 25 europäische und nordamerikanische Liturgiewissenschaftler in die Communauté de Grandchamp in der Schweiz ein, wo die Gründung der Societas Liturgica beschlossen wurde. Die Gründungsversammlung der Gesellschaft fand 1967 in Driebergen in den Niederlanden statt.

## Präsidenten
Die Präsidenten der Societas Liturgica werden jeweils für eine Amtsperiode von zwei Jahren gewählt.
| Amtsperiode | Name                          | Land                                        | Konfession                                        |
| ----------- | ----------------------------- | ------------------------------------------- | ------------------------------------------------- |
| 1967–1969   | Placid Murray                 | Irland                                      | römisch-katholisch                                |
| 1969–1971   | Ronald C. D. Jasper           | Vereinigtes Königreich                      | anglikanisch                                      |
| 1971–1973   | Pierre-Marie Gy               | Frankreich                                  | römisch-katholisch                                |
| 1973–1975   | Jean-Jacques von Allmen       | Schweiz                                     | reformiert                                        |
| 1975–1977   | Balthasar Fischer             | Deutschland                                 | römisch-katholisch                                |
| 1977–1979   | Thomas Talley                 | Vereinigte Staaten                          | episkopalisch                                     |
| 1979–1981   | Frederick R. McManus          | Vereinigte Staaten                          | römisch-katholisch                                |
| 1981–1983   | Hans-Christoph Schmidt-Lauber | Österreich                                  | lutherisch                                        |
| 1983–1985   | Geoffrey Wainwright           | Vereinigte Staaten                          | methodistisch                                     |
| 1985–1987   | Robert F. Taft                | Vereinigte Staaten                          | römisch-katholisch, byzantinisch-slawischer Ritus |
| 1987–1989   | Donald C. Gray                | Vereinigtes Königreich                      | anglikanisch                                      |
| 1989–1991   | Paul De Clerck                | Belgien                                     | römisch-katholisch                                |
| 1991–1993   | Bruno Bürki                   | Schweiz                                     | reformiert                                        |
| 1993–1995   | Paul F. Bradshaw              | Vereinigtes Königreich / Vereinigte Staaten | anglikanisch                                      |
| 1995–1997   | Irmgard Pahl                  | Deutschland                                 | römisch-katholisch                                |
| 1997–1999   | Jacob Vellian                 | Indien                                      | syro-malabarisch                                  |
| 1999–2001   | John Baldovin                 | USA                                         | römisch-katholisch                                |
| 2001–2003   | Yngvill Martola               | Finnland                                    | lutherisch                                        |
| 2003–2005   | Ottfried Jordahn              | Deutschland                                 | lutherisch                                        |
| 2005–2007   | David Holeton                 | Tschechien                                  | anglikanisch                                      |
| 2007–2009   | James Puglisi                 | Vereinigte Staaten                          | römisch-katholisch                                |
| 2009–2011   | Karen B. Westerfield Tucker   | Vereinigte Staaten                          | methodistisch                                     |
| 2011–2013   | Gordon W. Lathrop             | Vereinigte Staaten                          | lutherisch                                        |
| 2013–2015   | Lizette Larson-Miller         | Vereinigte Staaten                          | anglikanisch                                      |
| 2015–2017   | Martin Stuflesser             | Deutschland                                 | römisch-katholisch                                |
| 2017–2019   | Joris Geldorf                 | Belgien                                     | römisch-katholisch                                |
| 2019–2021   | Bridget Nichols               | Irland                                      | anglikanisch                                      |
| 2021–2023   | E. Byron (Ron) Anderson       | USA                                         | methodistisch                                     |
| 2023–2025   | Gilles Drouin                 | Frankreich                                  | römisch-katholisch                                |

## Kongresse
Die Societas Liturgica veranstaltet alle zwei Jahre einen Kongress. Eine Auswahl der Referate der Kongresse wird jeweils in der Zeitschrift Studia Liturgica in englischer Sprache veröffentlicht.
| Jahr | Ort                   | Thema |
| ---- | --------------------- | --- |
| 1967 | Driebergen            | Die Liturgiekonstitution des Zweiten Vatikanischen Konzils und die jüngste Ausarbeitung über den Gottesdienst des Weltrats der Kirchen |
| 1969 | Murroe                | Liturgische Sprache |
| 1971 | Straßburg             | Zeitgemäßer Gottesdienst |
| 1973 | Kloster Montserrat    | Beten heute |
| 1975 | Trier                 | Eucharistische Hochgebete |
| 1977 | Canterbury            | Christliche Initiation |
| 1979 | Washington, D.C.      | Ordinationsriten |
| 1981 | Paris                 | Liturgische Zeit |
| 1983 | Wien                  | Liturgie und Spiritualität |
| 1985 | Boston                | Das Lima-Dokument |
| 1987 | Brixen                | Buße und Versöhnung |
| 1989 | York                  | Inkulturation der Liturgie |
| 1991 | Toronto               | Bibel und Liturgie |
| 1993 | Freiburg im Üechtland | Liturgischer Raum |
| 1995 | Dublin                | Die künftige Gestalt der Liturgie |
| 1997 | Turku                 | Liturgie und Musik |
| 1999 | Kottayam              | Liturgische Theologie |
| 2001 | Santa Clara           | Liturgie an Lebenswenden |
| 2003 | Eindhoven             | Heilige und Vorbilder in christlicher Liturgie                                                                                         |
| 2005 | Dresden               | Die verwandelnde und heilende Kraft der Liturgie in einer gebrochenen Welt                                                             |
| 2007 | Palermo               | Liturgie und öffentlicher Raum |
| 2009 | Sydney                | Das liturgische Jahr |
| 2011 | Reims                 | Die Taufe: Riten und Christliches Leben                                                                                                |
| 2013 | Würzburg              | Liturgiereformen in den Kirchen |
| 2015 | Quebec                | Liturgische Bildung: Traditionelle Aufgabe und neue Herausforderung                                                                    |
| 2017 | Leuven                | Ein Symbol dessen, was wir sind: Liturgiewissenschaftliche Perspektiven zur Frage der Sakramentalität                                  |
| 2019 | Durham                | Anamnesis :Handlungen, Orte und Zeiten des Erinnerns                                                                                   |
| 2021 | online                | Liturgie und Kunst |
| 2023 | Maynooth              | Liturgie und Ökumene |